# Saint-Lô
Saint-Lô é uma comuna francesa na região administrativa da Normandia, no departamento Mancha. Estende-se por uma área de 23,19 km². Em 2010 a comuna tinha 19 938 habitantes (densidade: 859,8 hab./km²).